# Luciano Baldessari
Luciano Baldessari, (Rovereto, Italia, 10 de diciembre de 1896 - Milán, Italia, 26 de septiembre de 1982) fue un arquitecto, pintor, escenógrafo y diseñador industrial italiano.

## Biografía
Luciano Baldessari nació en Rovereto, hijo de un zapatero que lo dejaría huérfano siendo aún un niño. En 1906, tras la muerte de su padre, Baldessari fue trasladado al orfanato de Rovereto. En este período se hace amigo de Fortunato Depero. Desde 1909 asistió a la Escuela Real Isabelina, establecido por el gobierno austriaco y basado en los programas didácticos del Deutscher Werkbund, y tiene como maestro a Luigi Comel. En 1913 se incorporó al círculo futurista de Rovereto fundado por Depero. En 1915, al comienzo de la Primera Guerra Mundial, fue desplazado a Schardenberg y luego a Brunau, Austria. En 1918 se graduó en Viena, luego se alistó en el Ejército austrohúngaro. Al año siguiente regresó a Italia y se matriculó en el Real Instituto Técnico Superior (hoy Politécnico de Milán), donde se licenció en Arquitectura el 14 de diciembre de 1922. Durante sus estudios creó la fachada la nueva iglesia de Vallarsa, y asistió a los cursos de telón de fondo de la Academia de Bellas Artes de Brera. En 1923 se fue a Berlín, donde trabajó como escenógrafo con directores como Max Reinhardt y Erwin Piscator. Aquí entra en contacto con Walter Gropius, Ludwig Mies van der Rohe, Oskar Kokoschka, Otto Dix y brevemente recibe a Carlo Belli. A su regreso a Italia se acerca al Grupo 7 de arquitectos racionalistas italianos. 
En 1926 diseñó una lámpara de pie basada en un "maniquí de sastre", el Luminator Bernocchi. El prototipo del "Luminator" se expuso por primera vez en 1929 en la Exposición Internacional de Barcelona (1929) de ese mismo año.
En 1927 montó el Salón Nacional de la Seda en Villa Olmo en Como. Al año siguiente se abre el primer estudio de arquitectura en Milán, en via Santa Marta. Junto a Gio Ponti trabajó para la Expo 1929 de Barcelona y más tarde en la fábrica Italcima de Milán. En este período diseñó el bar Craja en Milán con Figini e Pollini, Marcello Nizzoli y Fausto Melotti. Más tarde instala los pabellones Vesta en la Feria de Milán y la de la prensa en la V Triennale di Milano. Entre 1928 y 1930 también creó decorados para las compañías de Giuseppe Visconti di Modrone, Tatiana Pávlova y Enzo Ferrieri. En septiembre de 1939, al estallar la Segunda Guerra Mundial, se mudó a Nueva York. Ahí se desempeña principalmente como pintor y escenógrafo, ya que no se le reconoce un título en arquitectura. En Estados Unidos vuelve a encontrarse con Walter Gropius y Ludwig Mies van der Rohe, también conoce a Fernand Léger, Alfred Barr, Amédée Ozenfant, y también a Depero durante su segundo viaje a Estados Unidos.
Regresó a Italia en 1948, a partir de 1951 creó los pabellones de exposiciones en la Feria de Milán de Breda. Los pabellones representan el relanzamiento de la empresa, bajo la dirección del comisario extraordinario Pietro Sette, tras un período de grave crisis. Baldessari invita a un equipo de arquitectos e ingenieros (Marcello Grisotti, Erminio Gosso, Giuseppe Dal Monte) y artistas (Lucio Fontana, Umberto Milani, Attilio Rossi) a participar en los pabellones. La colaboración entre Baldessari y Fontana también se repite con motivo del diseño del pabellón Sidercomit en la Feria de 1953, en la que también participa Attilio Rossi. En 1951 Baldessari diseñó la gran escalera de la IX Trienal de Milán. En los mismos años es autor de importantes exposiciones de arte: la de Vincent van Gogh en el Palacio Real de Milán y el Resurgimiento de Mantua en la Casa del Mantegna en Mantua (1952, ambas con Attilio Rossi); los de Rembrandt y los holandeses del siglo XVII (1954), sobre el arte y la civilización etrusca (1955) y Amedeo Modigliani (1958).
Entre 1955 y 1957 Baldessari fue invitado a construir un rascacielos en el distrito Hansa de Berlín, con motivo de la Exposición Internacional de Berlín (1957). Desde 1958 ha sido el líder del grupo para el diseño de muchos edificios residenciales en el distrito Feltre de Milán. Entre 1962 y 1966 diseñó y construyó la residencia de ancianos Villa Letizia en Caravate, Provincia de Varese, con la capilla adyacente de Santa Lucía. En 1965 se casó con la actriz ucraniana en Basilea, Schifra Gorstein, de quien se divorció en 1977. En 1971, en colaboración con Zita Mosca, reestructuró la sala de las cariátides y columnas del Palacio Real, destruida por los bombardeos durante la Segunda Guerra Mundial. En el mismo período, siempre en colaboración con Mosca, comisaría las retrospectivas de Roberto Crippa (1971) y Lucio Fontana (1972) y la exposición La búsqueda de la identidad (1974) en el Palacio Real de Milán.
En los años setenta Baldessari expuso en numerosas exposiciones, tanto personales como colectivas (Museo del Teatro La Scala, Milán, 1969-1970; Palazzo Rosmini, Rovereto, 1970; Galleria Pancheri, Rovereto, 1975; Bienal de Venecia, 1976 y 1978; Galleria Schettini y Fundación actual, Milán, 1978, Institut Culturel de París, 1981). En 1978 fue galardonado con el premio Feltrinelli de la Academia Nacional de los Linces. En junio de 1982 se casó con su colega Zita Mosca. El 26 de septiembre del mismo año murió en Milán.

## Proyectos
- 1927: Biblioteca Notari, Milán
- 1927: Exposición de la seda, Exposición de Volta, Como
- 1929-1933: Fábrica de calzado Varese, Milán
- 1930: Bar Craja, Milán
- 1930: Daf Stand, IV Triennale di Monza
- 1931-1932: Edificio de oficinas de Daf, Milán
- 1932: Spadacini Apartment, Milán
- 1932-1939: Complejo industrial Italcima, Milán
- 1933: Pabellón de la prensa, V Triennale di Milano
- 1933: Pabellón Vesta, Feria Internacional de Milán
- 1934-1936: Casa en via Pancaldo, Milán
- 1935-1936: Tienda Ultimoda Daf, Milán
- 1935-1937: Hogar maternoinfantil, Brescia
- 1936: Pabellón Daf, Feria Internacional de Milán
- 1936-1937: Proyecto Villa alla Giudecca, Venecia
- 1936-1937: Proyecto San Babila, Milán
- 1937: Proyecto Palazzo E41, Roma
- 1951: Atrio y gran escalera, IX Triennale di Milano
- 1951-1955: Pabellón Breda, Feria Internacional de Milán
- 1952: Exposición de Van Gogh, Palazzo Reale, Milán
- 1954: Central eléctrica, San Floriano, Trento
- 1954: Casas prefabricadas, X Trienal de Milán
- 1954-1958: Rascacielos en el distrito de Hansa, Berlín (Alemania)
- 1955: Exposición de arte y civilización etrusca, Palazzo Reale, Milán
- 1957-1961: Distrito de Feltre, Milán
- 1960-1961: Bloque de apartamentos de Milán, Rovereto (TN)
- 1961-1962: Condominio Venecia, Rovereto (TN)
- 1961-1963: Proyecto Bell para los caídos, Rovereto (TN)
- 1961-1962: Proyecto Fuente del ahorro, Milán
- 1962-1968: Complejo Villa Letizia, Caravate (VA)
- 1966: Pabellón Italsider, Feria Internacional de Milán
- 1972: Exposición Lucio Fontana, Palazzo Reale, Milán